# Pedras de Sankara
As Pedras de Sankara ou Shankara são pedras místicas dadas pelo deus hindú Shiva que serviriam para combater as forças malignas representadas por Kali Ma.
As pedras de Sankara são citadas no filme Indiana Jones e o Templo da Perdição de Steven Spielberg e George Lucas em 1984. Também são citadas na série americana Arrow, no 8° episódio da 4° temporada.